# Styrian Spirit
Styrian Spirit (полное название: Styrian Airways GmbH & Co KG) — ныне нефункционирующая авиакомпания, базирующаяся в городе Грац, столице Штирии, Австрия. Она предлагала услуги регулярных и чартерных полётов в пределах Европы. Авиакомпания также работала как Slovenian Spirit и Salzburg Spirit в маршрутах Зальцбург и Марибор, Словения. Два её самолёта были окрашены в цвета этих дочерних компаний.
24 марта 2006 года Styrian Spirit неожиданно отменила все свои рейсы. Авиакомпания позже сообщила, что объявлена банкротом.

## История
Авиакомпания была создана 25 декабря 2002 года и начала свою деятельность 24 марта 2003 года. Она прекратила свою деятельность 24 марта 2006 года и подала заявление о банкротстве, не сумев обеспечить своё финансирование.

## Пункты назначения

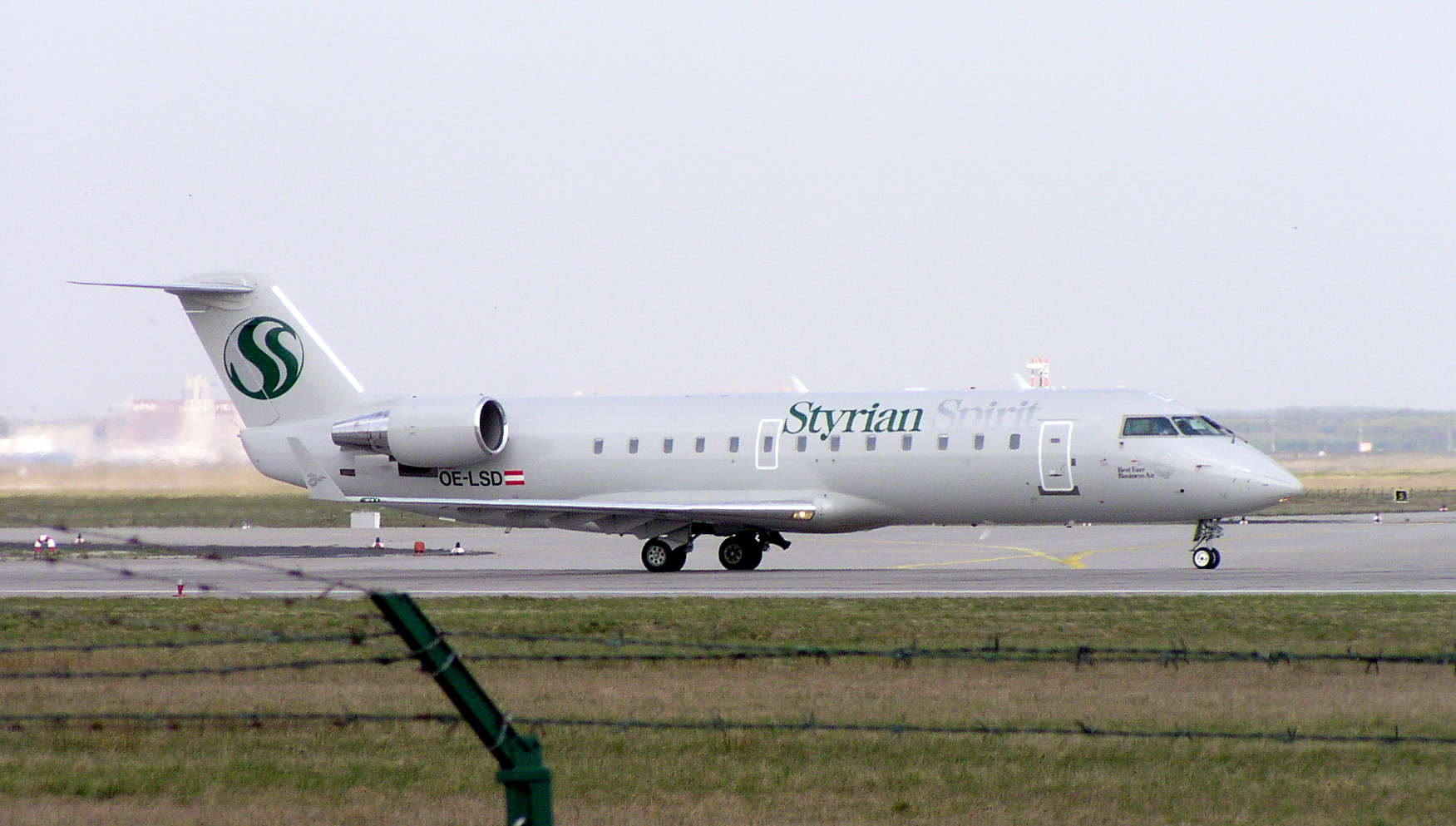
Самолёт CRJ-200LR Styrian Spirit

- Австрия
  - Грац
  - Зальцбург
  - Клагенфурт
- Хорватия
  - Дубровник
- Германия
  - Берлин
  - Штутгарт
- Франция
  - Париж
- Польша
  - Краков
- Великобритания
  - Лондон
- Словения
  - Марибор
- Швейцария
  - Цюрих

## Флот
Авиакомпания эксплуатировала флот из четырёх самолётов CRJ200.